# Le Roy (Illinois)
Le Roy es una ciudad ubicada en el condado de McLean en el estado estadounidense de Illinois. En el Censo de 2010 tenía una población de 3560 habitantes y una densidad poblacional de 587,91 personas por km².

## Geografía
Le Roy se encuentra ubicada en las coordenadas 40°20′19″N 88°45′48″O / 40.33861, -88.76333. Según la Oficina del Censo de los Estados Unidos, Le Roy tiene una superficie total de 6.06 km², de la cual 6.01 km² corresponden a tierra firme y (0.68%) 0.04 km² es agua.

## Demografía
Según el censo de 2010, había 3560 personas residiendo en Le Roy. La densidad de población era de 587,91 hab./km². De los 3560 habitantes, Le Roy estaba compuesto por el 97.25% blancos, el 0.51% eran afroamericanos, el 0.2% eran amerindios, el 0.25% eran asiáticos, el 0% eran isleños del Pacífico, el 0.59% eran de otras razas y el 1.21% pertenecían a dos o más razas. Del total de la población el 1.83% eran hispanos o latinos de cualquier raza.